# کلان ماراتن‌های جهان
بزرگ‌ترین مسابقات جهانی ماراتن (WMM) (به دلیل حمایت مالی معروف به کلان ماراتن‌های جهانی ابوت است) (به انگلیسی: Abbott World Marathon Majors)مجموعه‌ای از رقابت‌ها به سبک قهرمانی برای دوندگان ماراتن است که در سال ۲۰۰۶ آغاز شد. این مجموعه مسابقات، مبتنی بر امتیاز بوده و بر پایه شش مسابقه ماراتن اصلی است که به عنوان پرطرفدارترین ماراتن‌ها در تقویم برنامه‌ریزی حضور دارند. این سری مسابقات سالانه در شهرهای توکیو، بوستون، لندن، برلین، شیکاگو و نیویورک برگزار می‌گردد. علاوه بر این، هریک از این مجموعه، معمولاً به صورت یک سال در میان، نتایج ماراتن قهرمانی بزرگ جهانی را که در آن سال برگزار شد تعیین می‌کند. این مسابقات دو سالانه ماراتن قهرمانی دو و میدانی جهانی و ماراتن چهارسالانه بازی‌های المپیک هستند.

## تاریخچه
هر سری مسابقات جهانی ماراتن در ابتدا دو سال تقویمی کامل را در بر می‌گرفت. سال دوم یک مجموعه با سال اول سال بعد همپوشانی داشت. از سال ۲۰۱۵، هر سری با یک مسابقه شهری تعریف شده شروع می‌شود و با مسابقه در همان شهر به پایان می‌رسد؛ بنابراین، مثلاً سری نُهم در فوریه ۲۰۱۵ در ماراتن توکیو ۲۰۱۵ شروع شد و در فوریه ۲۰۱۶ در ماراتن توکیو ۲۰۱۶ به پایان رسید. سری دهم در ماراتن بوستون ۲۰۱۶ شروع شد و در ماراتن بوستون ۲۰۱۷ به پایان رسید. سری یازدهم در ماراتن لندن ۲۰۱۷ شروع شد و در ماراتن لندن ۲۰۱۸ به پایان رسید.
در سال ۲۰۱۵ آزمایشگاه ابوت به حمایت مالی این رویدادها پرداخت. در ۲۶ آوریل ۲۰۱۷، شرکت گروه تجاری دالیان واندا نیز به عنوان یکی از شرکت‌های خصوصی پیشرو چین، در مشارکتی استراتژیک و ده ساله، با هدف رشد و توسعه مستمر رویدادهای ماراتن در سراسر جهان پشتیبانی خود را اعلام کرد.
با شروع سری دهم در ماراتن بوستون ۲۰۱۶، بخشی برای مسابقات همراه با ویلچر برای مردان و زنان اضافه شد.
در پایان هر یک از ۱۰ سری اول کلان ماراتن‌های جهانی، یک مرد و زن پیشرو هر کدام ۵۰۰۰۰۰ دلار برنده می‌شدند و مجموعاً یک میلیون دلار جایزه می‌گرفتند. با شروع سری یازدهم، ساختار جوایز اصلاح شد به طوری که برای مردان و زنان در مقام اول ۲۵۰۰۰۰ دلار، نفرهای دوم ۵۰۰۰۰ دلار و نفرهای سوم ۲۵۰۰۰ دلار شد. در بخش ویلچر، جایزه برای مردان و زنان ۵۰۰۰۰ دلار (اول)، ۲۵۰۰۰ دلار (دوم) و ۱۰۰۰۰ دلار (سوم) است.

## سیستم امتیازدهی
ورزشکارانی که در ماراتن‌ها شرکت می‌کردند، ابتدا برای به پایان رساندن هر یک از پنج خط پایانی مسابقات، امتیازی دریافت می‌کردند (مقام اول: ۲۵ امتیاز؛ مقام دوم: ۱۵ امتیاز؛ مقام سوم: ۱۰ امتیاز؛ مقام چهارم: ۵ امتیاز؛ مقام پنجم: ۱ امتیاز). چهار رتبه بالاتر هر ورزشکار در طول دوره‌ای دو ساله تجمیع می‌شد. اگر یک ورزشکار بیش از این تعداد امتیاز کسب می‌کرد، چهار مسابقه برتر ورزشکار امتیاز می‌گرفت. برای واجد شرایط بودن برای جکپات، یک ورزشکار باید حداقل در یک مسابقه مقدماتی در هر سال تقویمی این سری شرکت می‌کرد.
در سال ۲۰۱۵، روش امتیازدهی اصلاح شد (مقام اول: ۲۵ امتیاز؛ مقام دوم: ۱۶ امتیاز؛ مقام سوم: ۹ امتیاز؛ مقام چهارم: ۴ امتیاز؛ مقام پنجم: ۱ امتیاز). اکنون دو رتبهٔ برتر در طول دوره امتیازدهی شمارش می‌شوند.
برای سه سری اول، اگر امتیازهای نفرهای برتر در پایان مسابقه برابر بود، تساوی‌شکن‌ها در مسابقه رودررو تعیین می‌شود و در صورت لزوم اکثریت پنج رای مدیران مسابقه کلان ماراتن‌های جهانی مشخص می‌کند برنده کیست. این اتفاق در مسابقات زنان ۰۸–۲۰۰۷ رخ داد.
با شروع فصل ۱۰–۲۰۰۹، پس از بهترین رکورد رودررو، تساوی‌های زیر به ترتیب نزولی اجرا شد: فردی که امتیازات خود را در کمترین مسابقه به دست آورد، شخصی که بیشترین مسابقات مقدماتی را در طول مسابقه کسب کرد. دوره، فردی که سریعترین میانگین زمان را در مسابقات امتیازدهی خود دارد و اکثریت رای مدیران شش مسابقه. اگر شرایط نهایی لازم باشد، مدیران مسابقه می‌توانند به‌طور مشترک این عنوان را اعطا کنند.

## ماراتن‌های اصلی بر اساس سال
ماراتن‌های زیر در هر سال بخشی از این مجموعه بوده‌اند:
| سال  | توکیو ماراتون                 | ماراتن بوستون | ماراتون لندن | ماراتن برلین | ماراتن شیکاگو | ماراتن نیویورک |                                 | مسابقات جهانی دو                          | المپیک تابستانی |
| ---- | ----------------------------- | ------------- | ------------ | ------------ | ------------- | -------------- | ------------------------------- | ----------------------------------------- | --------------- |
| ۲۰۰۶ | برگزار نشد                    | ۱۷ آوریل      | ۲۳ آوریل     | ۲۴ سپتامبر   | ۲۲ اکتبر      | ۵ نوامبر       | برگزار نشد                      | برگزار نشد                                |                 |
| ۲۰۰۷ | جزء کلان ماراتن‌های جهانی نبود | ۱۶ آوریل      | ۲۲ آوریل     | ۳۰ سپتامبر   | ۷ اکتبر       | ۴ نوامبر       | ۲۵ اوت / ۲ سپت (اوساکا)         | برگزار نشد                                |                 |
| ۲۰۰۸ | جزء کلان ماراتن‌های جهانی نبود | ۲۱ آوریل      | ۱۳ آوریل     | ۲۸ سپتامبر   | ۱۲ اکتبر      | ۲ نوامبر       | برگزار نشد                      | 24 اوت / 17 اوت (پکن)                     |                 |
| ۲۰۰۹ | جزء کلان ماراتن‌های جهانی نبود | ۲۰ آوریل      | ۲۶ آوریل     | ۲۰ سپتامبر   | ۱۱ اکتبر      | ۱ نوامبر       | ۲۲ اوت / ۲۳ اوت (برلین)         | برگزار نشد                                |                 |
| ۲۰۱۰ | جزء کلان ماراتن‌های جهانی نبود | ۱۹ آوریل      | ۲۵ آوریل     | ۲۶ سپتامبر   | ۱۰ اکتبر      | ۷ نوامبر       | برگزار نشد                      | برگزار نشد                                |                 |
| ۲۰۱۱ | جزء کلان ماراتن‌های جهانی نبود | ۱۸ آوریل      | ۱۷ آوریل     | ۲۵ سپتامبر   | ۹ اکتبر       | ۶ نوامبر       | ۴ سپت / ۲۷ اوت (دائگو)          | برگزار نشد                                |                 |
| ۲۰۱۲ | جزء کلان ماراتن‌های جهانی نبود | ۱۶ آوریل      | ۲۲ آوریل     | ۳۰ سپتامبر   | ۷ اکتبر       | لغو شد         | برگزار نشد                      | 12 اوت / 5 اوت (لندن)                     |                 |
| ۲۰۱۳ | ۲۴ فوریه                      | ۱۵ آوریل      | ۲۱ آوریل     | ۲۹ سپتامبر   | ۱۳ اکتبر      | ۳ نوامبر       | ۱۷ اوت / ۱۰ اوت (مسکو)          | برگزار نشد                                |                 |
| ۲۰۱۴ | ۲۳ فوریه                      | ۲۱ آوریل      | ۱۳ آوریل     | ۲۸ سپتامبر   | ۱۲ اکتبر      | ۲ نوامبر       | برگزار نشد                      | برگزار نشد                                |                 |
| ۲۰۱۵ | ۲۲ فوریه                      | ۲۰ آوریل      | ۲۶ آوریل     | ۲۷ سپتامبر   | ۱۱ اکتبر      | ۱ نوامبر       | ۲۲ اوت / ۳۰ اوت (پکن)           | برگزار نشد                                |                 |
| ۲۰۱۶ | ۲۸ فوریه                      | ۱۸ آوریل      | ۲۴ آوریل     | ۲۵ سپتامبر   | ۹ اکتبر       | ۶ نوامبر       | برگزار نشد                      | 21 اوت / 14 اوت (ریو)                     |                 |
| ۲۰۱۷ | ۲۶ فوریه                      | ۱۷ آوریل      | ۲۳ آوریل     | ۲۴ سپتامبر   | ۸ اکتبر       | ۵ نوامبر       | ۶ اوت / ۶ اوت (لندن)            | برگزار نشد                                |                 |
| ۲۰۱۸ | ۲۵ فوریه                      | ۱۶ آوریل      | ۲۲ آوریل     | ۱۶ سپتامبر   | ۷ اکتبر       | ۴ نوامبر       | برگزار نشد                      | برگزار نشد                                |                 |
| ۲۰۱۹ | ۳ مارس                        | ۱۵ آوریل      | ۲۸ آوریل     | ۲۹ سپتامبر   | ۱۳ اکتبر      | ۳ نوامبر       | ۶ اکت / ۲۸ سپت (دوحه)           | برگزار نشد                                |                 |
| ۲۰۲۰ | ۱ مارس                        | لغو شد        | ۴ اکتبر      | لغو شد       | لغو شد        | لغو شد         | برگزار نشد                      | تغییر زمان                                |                 |
| ۲۰۲۱ | تغییر زمان                    | ۱۱ اکتبر      | ۳ اکتبر      | ۲۶ سپتامبر   | ۱۰ اکتبر      | ۷ نوامبر       | تغییر زمان                      | 8 اوت / 7 اوت (ساپورو)                    |                 |
| ۲۰۲۲ | ۶ مارس                        | ۱۸ آوریل      | ۲ اکتبر      | ۲۵ سپتامبر   | ۹ اکتبر       | ۶ نوامبر       | ۱۷ جول / ۱۸ جول (ایگن)          | برگزار نشد                                |                 |
| ۲۰۲۳ | ۵ مارس                        | ۱۷ آوریل      | ۲۳ آوریل     | ۲۴ سپتامبر   | ۸ اکتبر       | ۵ نوامبر       | ۲۶ اوت / ۲۷ اوت (بوداپست)       | برگزار نشد                                |                 |
| ۲۰۲۴ | ۳ مارس                        | ۱۵ آوریل      | ۲۱ آوریل     | ۲۹ سپتامبر   | ۱۳ اکتبر      | ۳ نوامبر       | برگزار نشد                      | 10 اوت / 11 اوت / 10 اوت (همگانی) (پاریس) |                 |
| ۲۰۲۵ | ۲ مارس                        | ۲۱ آوریل      | ۲۷ آوریل     | TBA          | TBA           | TBA            | ۲۰ سپتامبر / ۲۱ سپتامبر (توکیو) | برگزار نشد                                |                 |